# Planetoïdengordel

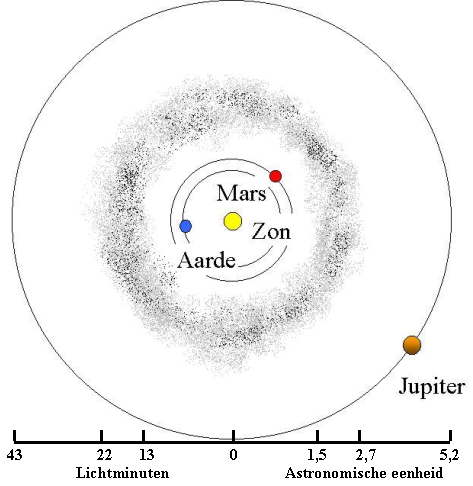
De positie van de planetoïdengordel tussen de banen van Mars en Jupiter. Dit is waar het overgrote deel van de planetoïden in het binnendeel van het Zonnestelsel gevonden kan worden. De uitzonderingen zijn planetoïden met sterk ellipsvormige banen of banen met een sterke helling ten opzichte van het baanvlak van de acht planeten.

De planetoïdengordel of hoofdgordel is een regio in het zonnestelsel ruwweg tussen de planeten Mars en Jupiter, waar de grootste concentratie van planetoïdenbanen zich bevindt. De afstand tot de zon (de halve lange as van de omloopbaan) bedraagt tussen de 2,1 en 3,2 AE. De term planetoïdengordel kan ook in algemene zin worden gebruikt voor andere soortgelijke gebieden zoals de Kuipergordel en de scattered disk in het zonnestelsel en een recent ontdekte bij de ster HD69830. Om de gordel tussen Mars en Jupiter van die andere gordels te onderscheiden wordt hij wel de main belt genoemd. In maart 2025 telde de hoofdgordel 
1.278.821 objecten met een periheliumafstand groter dan 1,666 AE.

## Ontstaan
Men vermoedt dat tijdens de vorming van het zonnestelsel de planeten zijn gevormd door samenklontering van planetesimalen. Veelvuldige dergelijke botsingen gaven aanleiding tot de vorming van de vaste planeten en de kernen van de gasreuzen.
Tussen Mars en Jupiter zorgde het sterke gravitatieveld van Jupiter er echter voor dat de planetesimalen uiteindelijk geen nieuwe planeet konden vormen. In plaats daarvan bleven ze rond de Zon draaien zoals voorheen. Een groot deel van de planetesimalen in deze zone werd waarschijnlijk door Jupiter ook naar zich zelf toegetrokken of over andere delen van het zonnestelsel verstrooid, zodat de resterende massa nog slechts voldoende zou zijn voor een heel kleine dwergplaneet.
De gordel kan dus worden beschouwd als een overblijfsel van het primitieve zonnestelsel. Maar uit vele observaties blijkt een actieve evolutie van de fysische toestand, zodat de planetoïden niet helemaal meer zoals vroeger zijn. Aan de andere kant wordt van de objecten in de Kuipergordel vermoed dat ze weinig zijn veranderd sinds het ontstaan van het zonnestelsel.
Uit onderzoek gepubliceerd in 2018 blijkt dat de planetoïdengordel ook ontstaan kan zijn door een klein aantal grotere planetesimalen of protoplaneten. Deze objecten zijn vervolgens met elkaar in botsing gekomen wat tot het ontstaan van de planetoïdengordel heeft geleid.

## Uitzicht

verdeling van de planetoïden binnen de hoofdgordel

In tegenstelling tot wat vaak geportretteerd wordt, bestaat de planetoïdengordel grotendeels uit lege ruimte. De planetoïden zijn verspreid over zo'n groot volume dat het zeer onwaarschijnlijk zou zijn er één te bereiken zonder goed te mikken. Er zijn zelfs hele zones waar vrijwel geen planetoïden voorkomen, de zogenaamde Kirkwoodscheidingen.
Planetoïdengordels zijn altijd een inspiratiebron voor sciencefictionverhalen geweest, omdat men steeds dacht dat ze zo dicht waren dat avontuurlijke maatregelen moesten worden getroffen om een botsing te vermijden. In werkelijkheid zijn de planetoïden zo wijd verspreid dat het weinig waarschijnlijk is om zelfs maar in de buurt van een willekeurige planetoïde terecht te komen. De vele ruimtesondes, bijvoorbeeld, die door de ring werden gestuurd, hebben nooit enige problemen ondervonden.
Niettemin zijn er tienduizenden planetoïden bekend en schattingen van het totale aantal zijn van de orde van miljoenen. Ongeveer 220 ervan zijn groter dan 100 km. De grootste is de dwergplaneet Ceres met een diameter van ongeveer 1000 km. Zo gesteld lijkt het aantal planetoïden groot. Echter, de totale massa van de planetoïdengordel wordt geschat op ongeveer 4 × 1021 kg (waarvan ongeveer een derde geconcentreerd in Ceres), wat minder is dan de massa van Pluto en ongeveer 1500 maal minder dan de massa van de aarde. Bovendien is de hoeveelheid planetoïden verdeeld over een gordel met een breedte (doorsnee) van ongeveer 170 miljoen kilometer (wat net iets meer is dan de afstand tussen de Aarde en de Zon) en een gemiddelde omtrek van ongeveer 2,5 miljard kilometer rond de zon; meer dan 2,5 keer de afstand die de Aarde aflegt in één omloop (een jaar tijd) om de zon.
Het grote aantal zorgt ervoor dat botsingen vaak gebeuren (naar astronomische maatstaven). Door zo'n botsing kan een planetoïde uiteenvallen in een aantal kleinere stukken (wat leidt tot een nieuwe planetoïdenfamilie, of anders — als de botsing gebeurt bij kleine relatieve snelheid — kunnen de twee planetoïden bij elkaar blijven. Na vijf miljard jaar is de populatie van de planetoïdengordel aanzienlijk veranderd. Geschat wordt dat meer dan 99,9% van de massa verwijderd is uit de planetoïdengordel, in de eerste 100 miljoen jaar van het bestaan van het zonnestelsel.

## De belangrijkste objecten
- (1) Ceres
- (2) Pallas
- (4) Vesta